# Tegelröd slöjskivling
Tegelröd slöjskivling (Hypholoma lateritium) är en svampart som först beskrevs av Jakob Christan Schaeffer, och fick sitt nu gällande namn av Paul Kummer 1871. Tegelröd slöjskivling ingår i släktet Hypholoma och familjen Strophariaceae.  Arten är reproducerande i Sverige. Inga underarter finns listade i Catalogue of Life.

## Bildgalleri

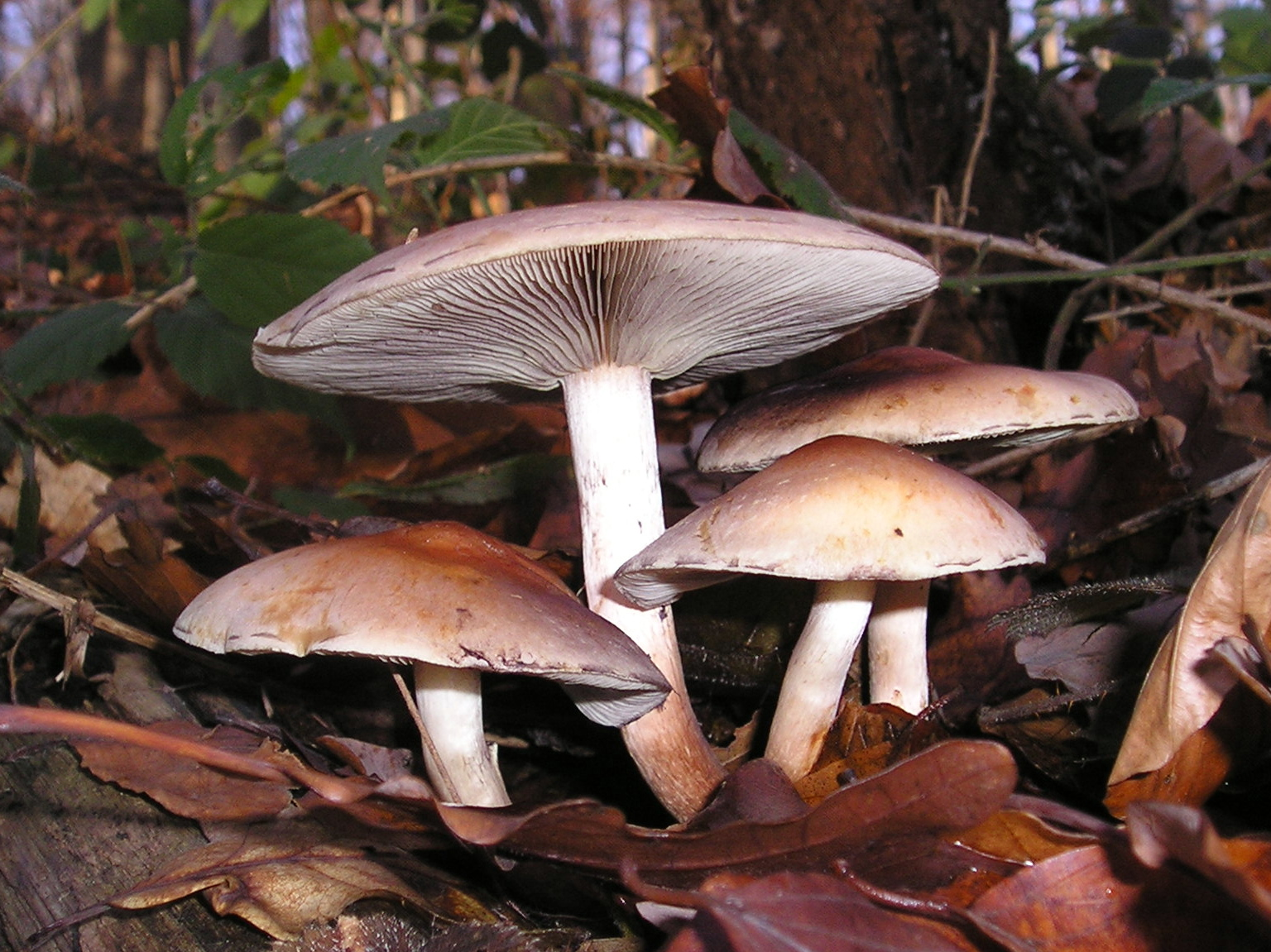
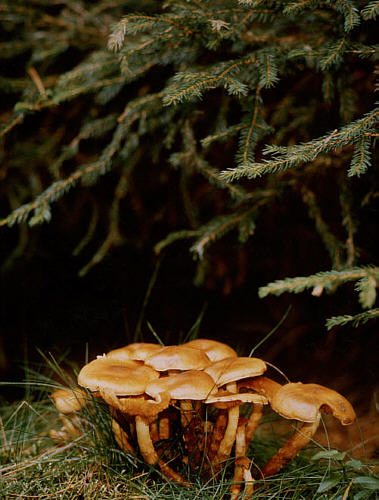
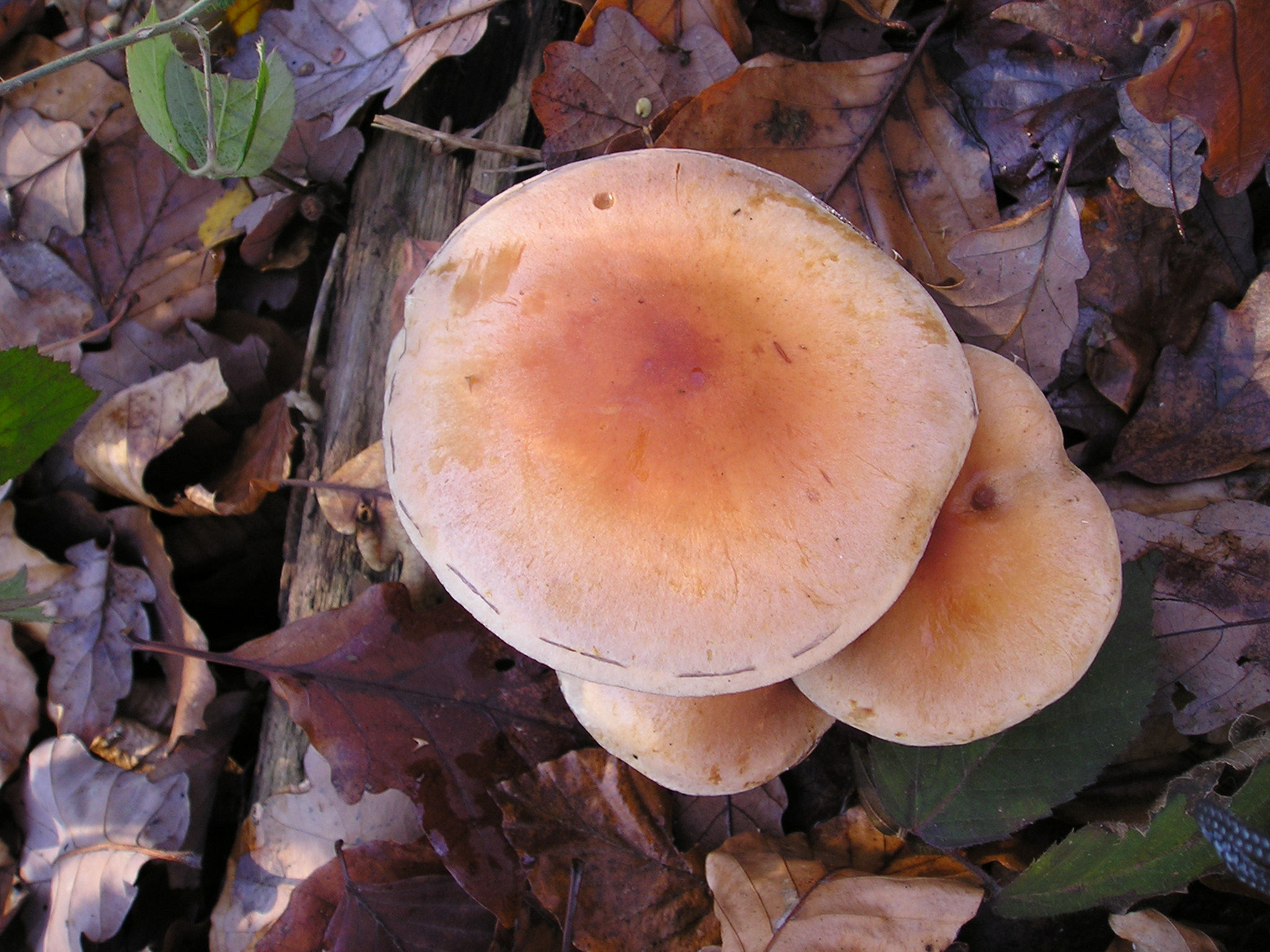
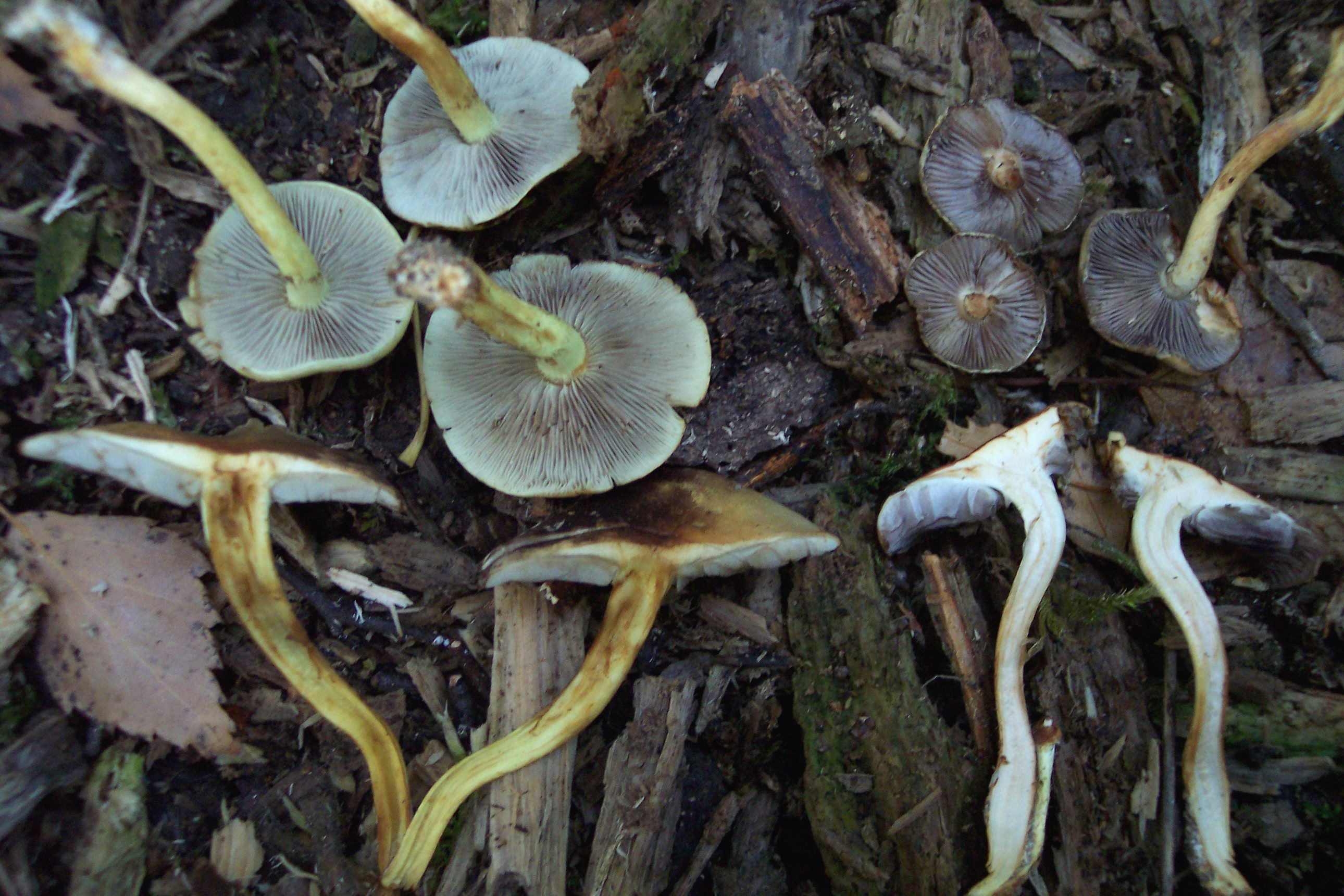
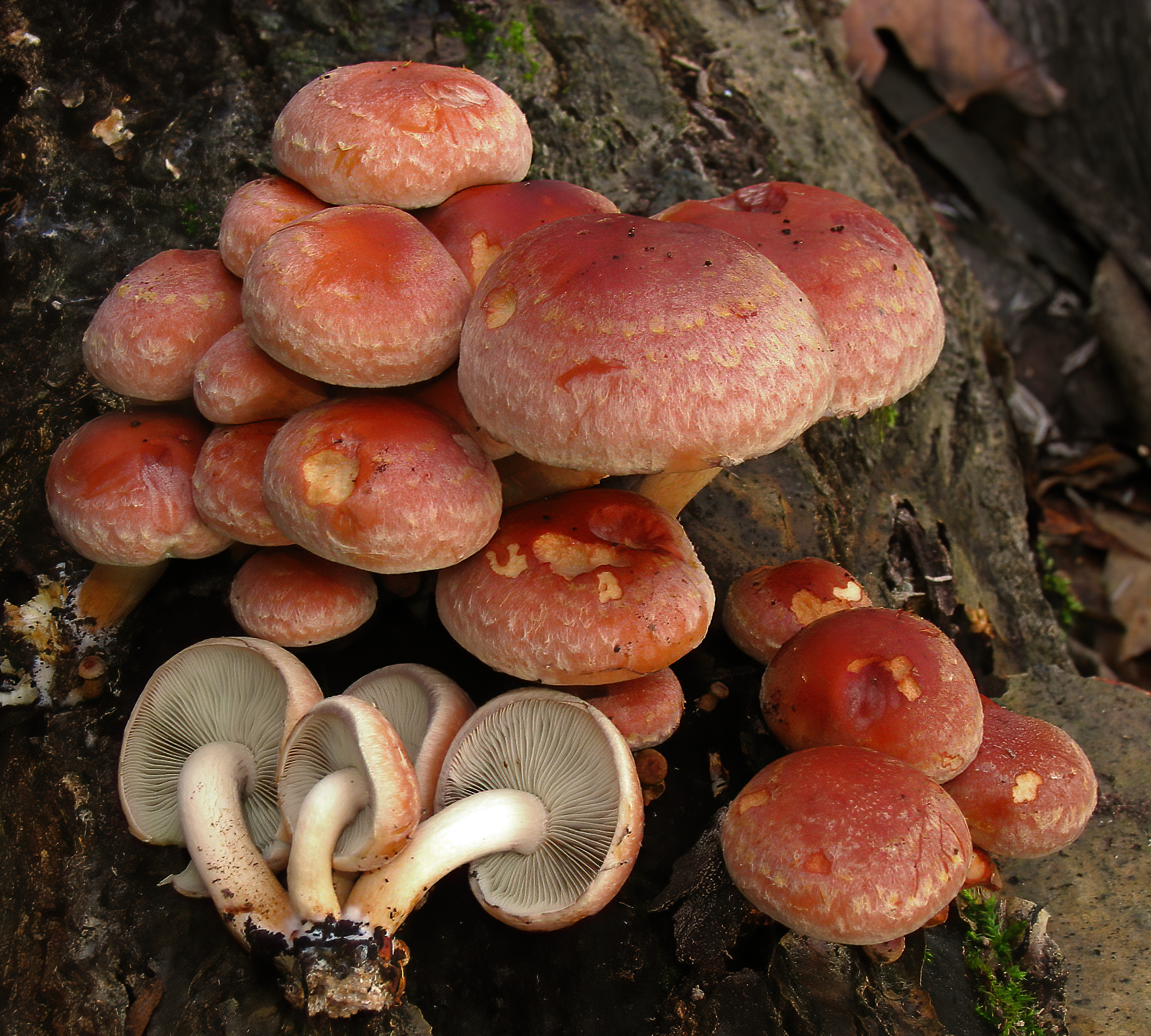
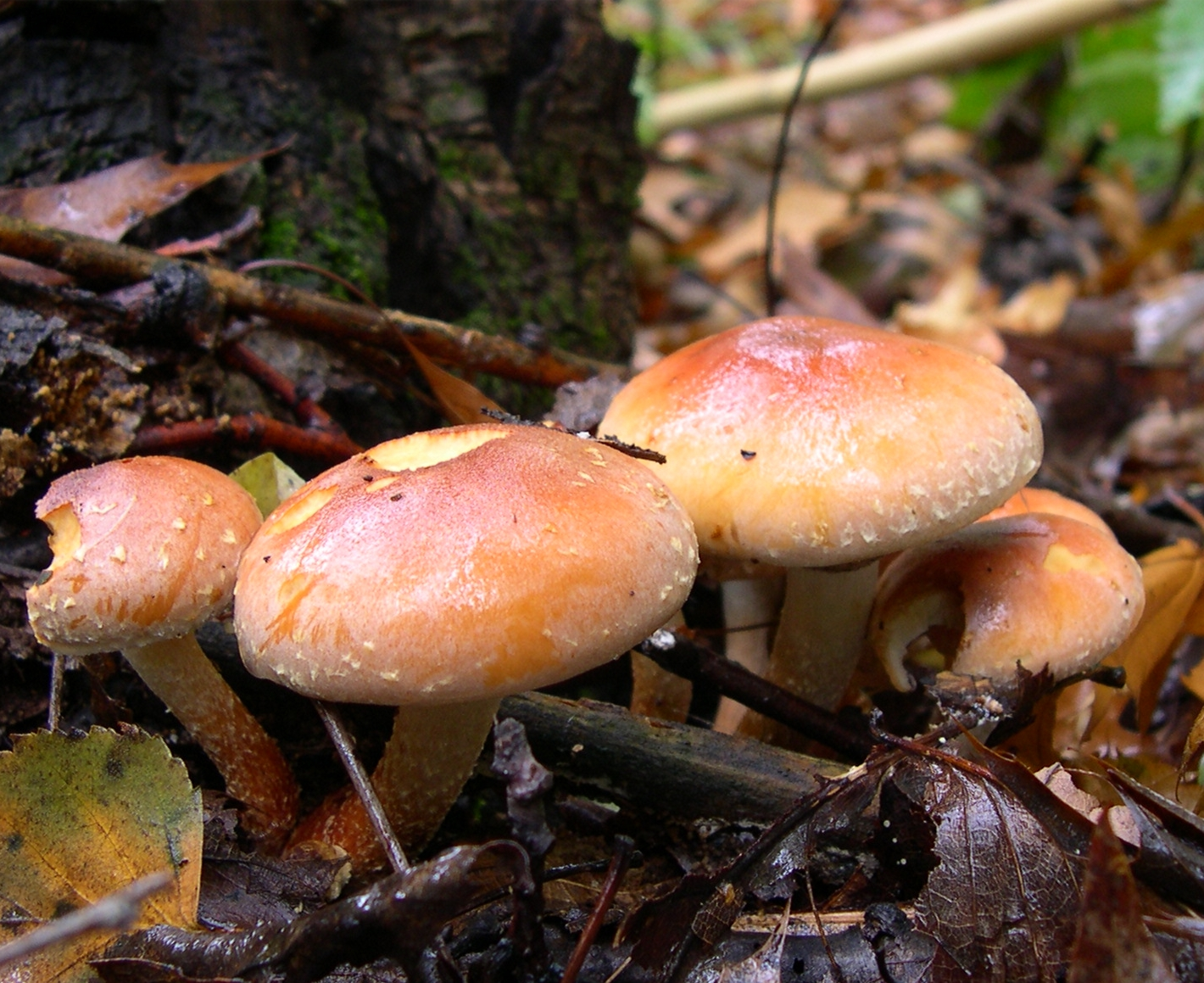
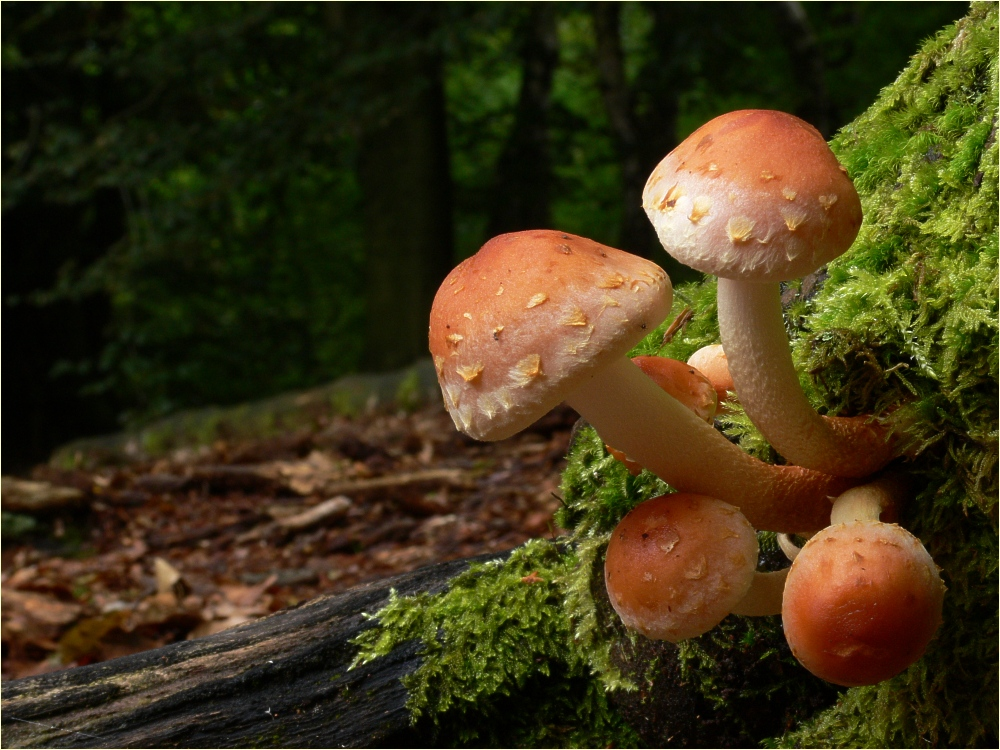
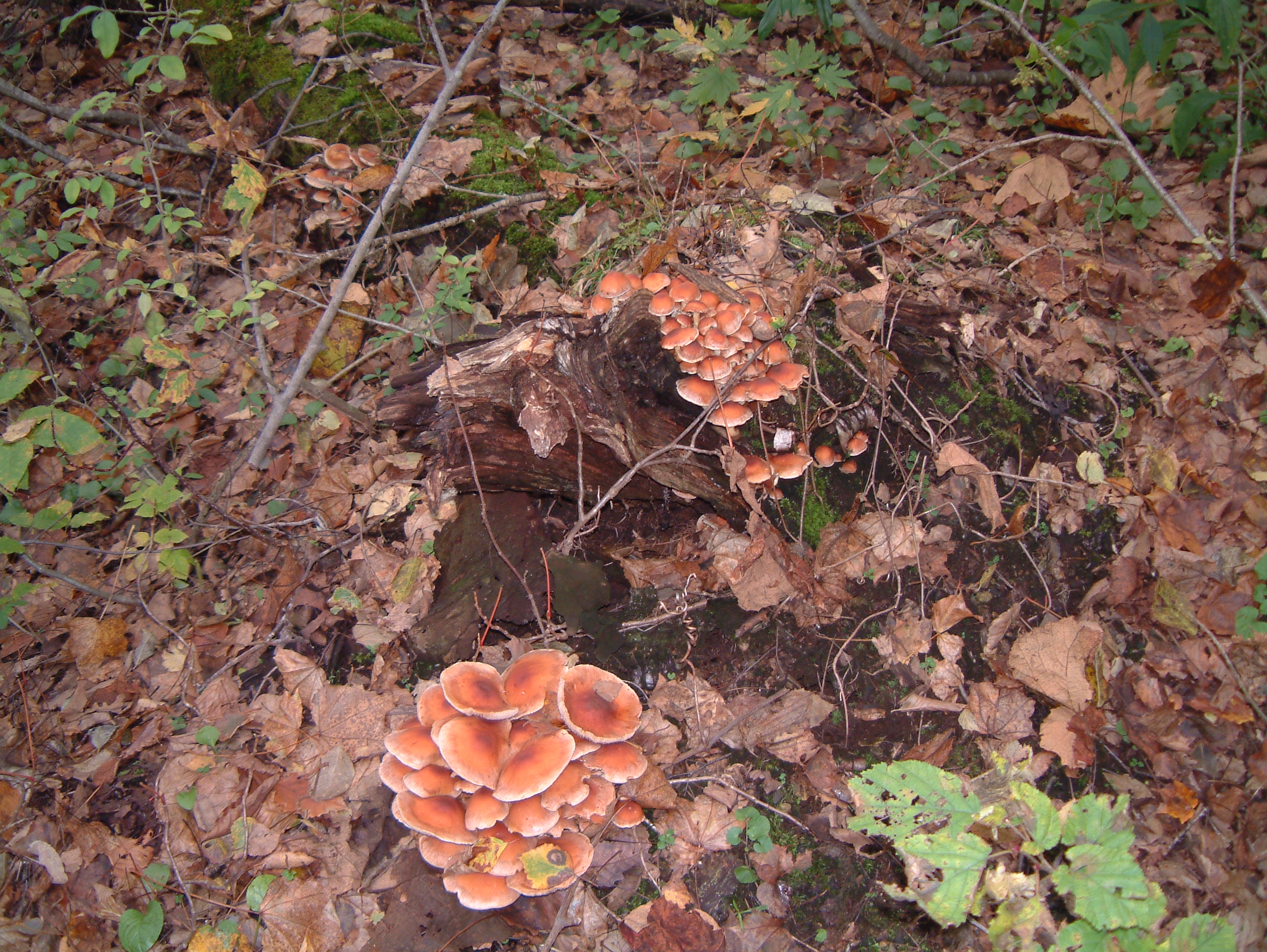
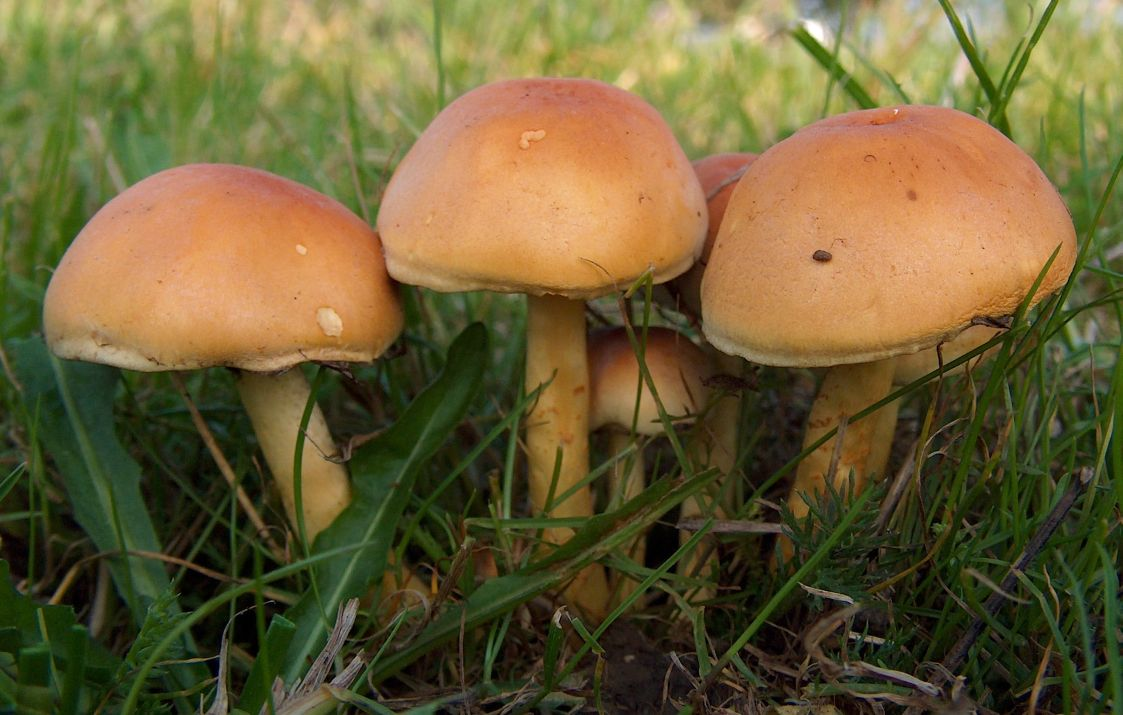
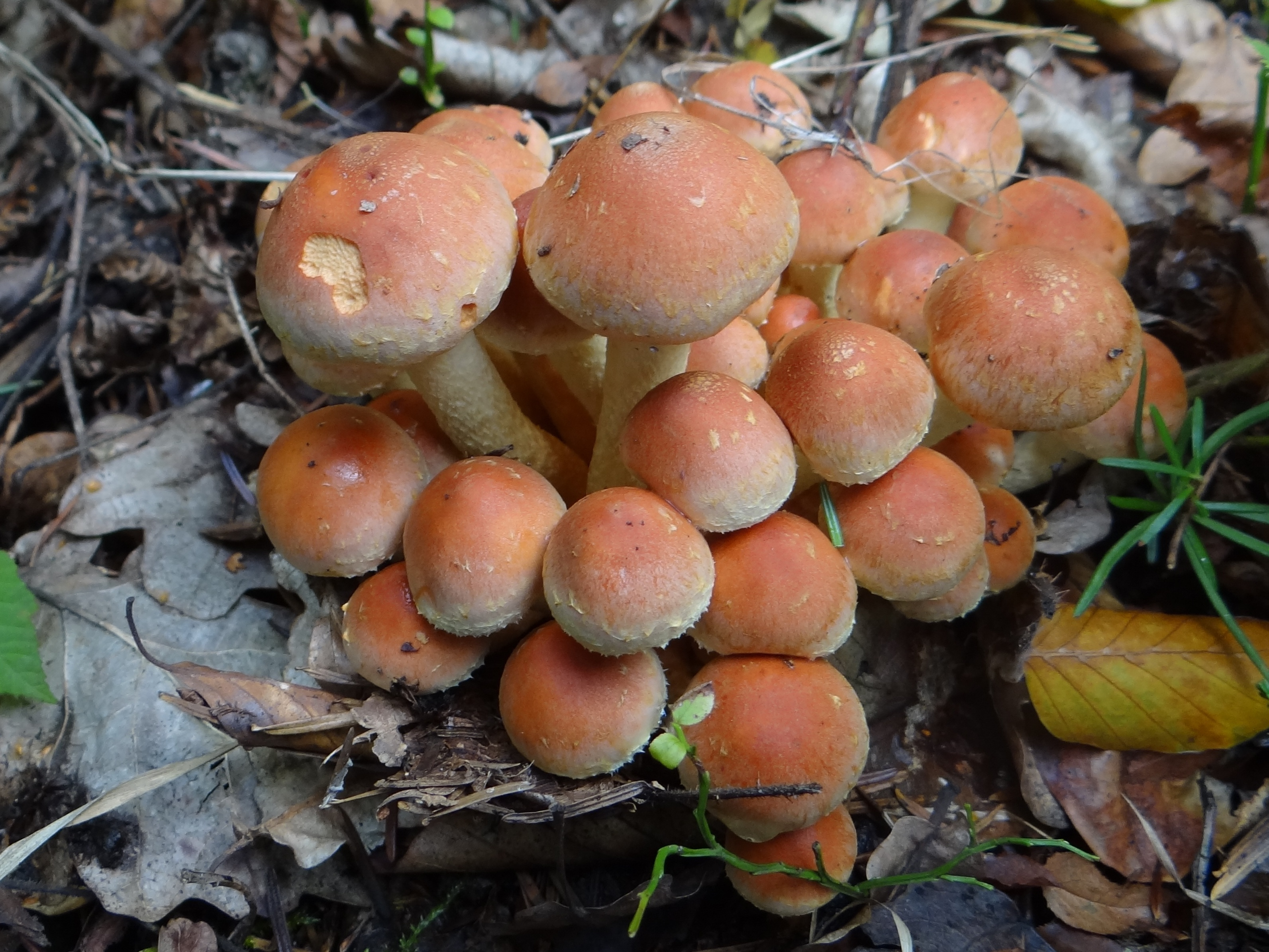
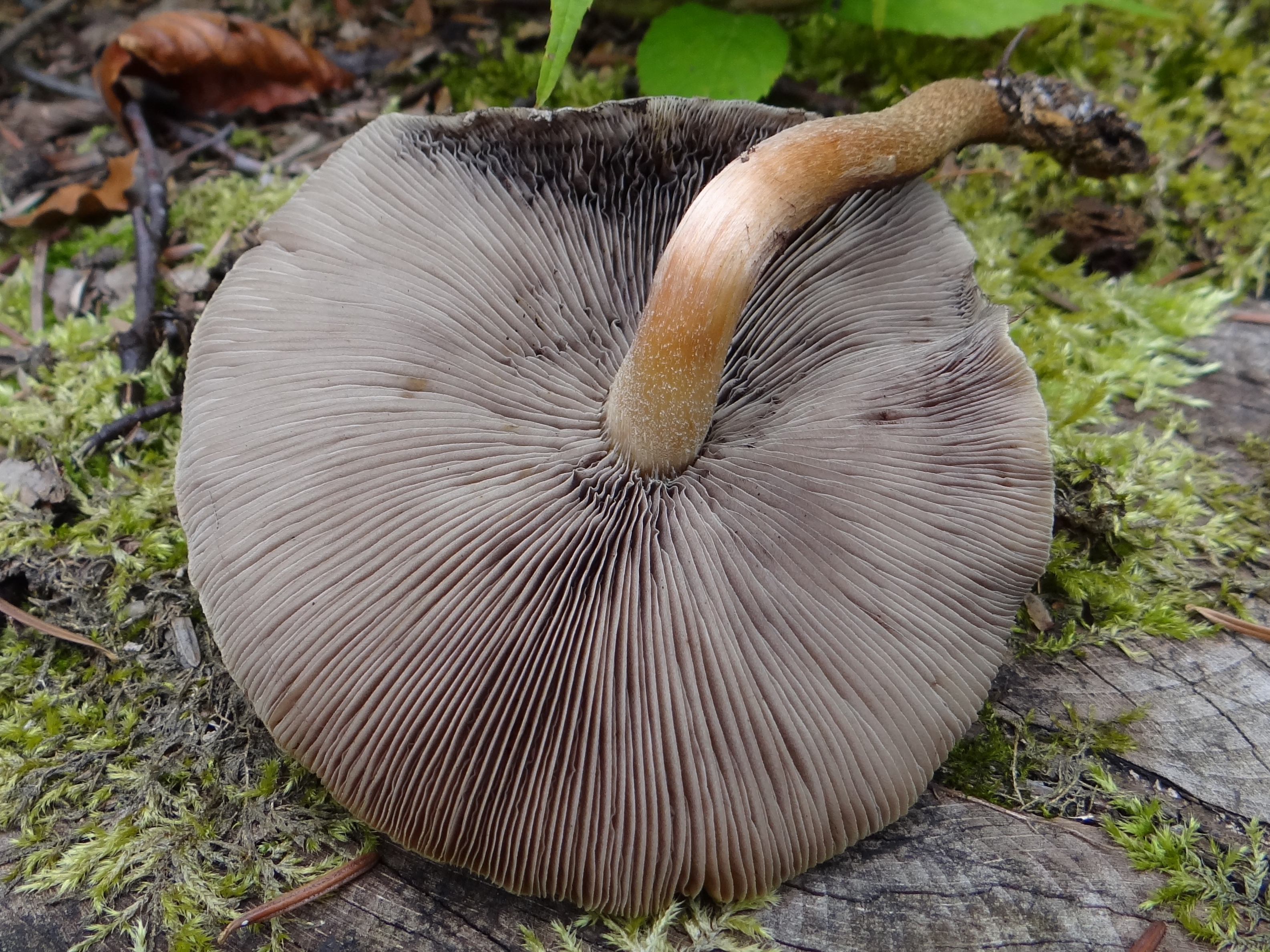
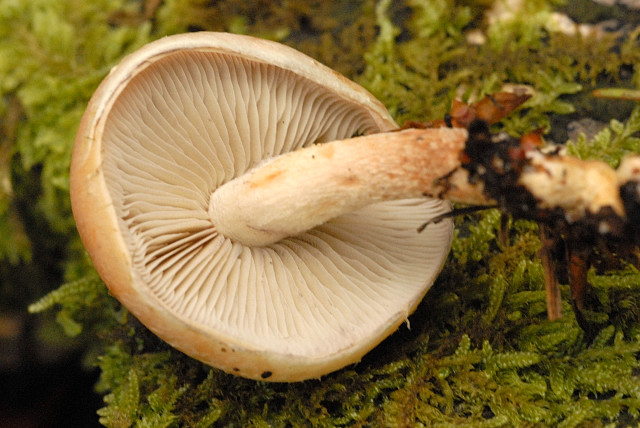